# 中华路 (沈阳)

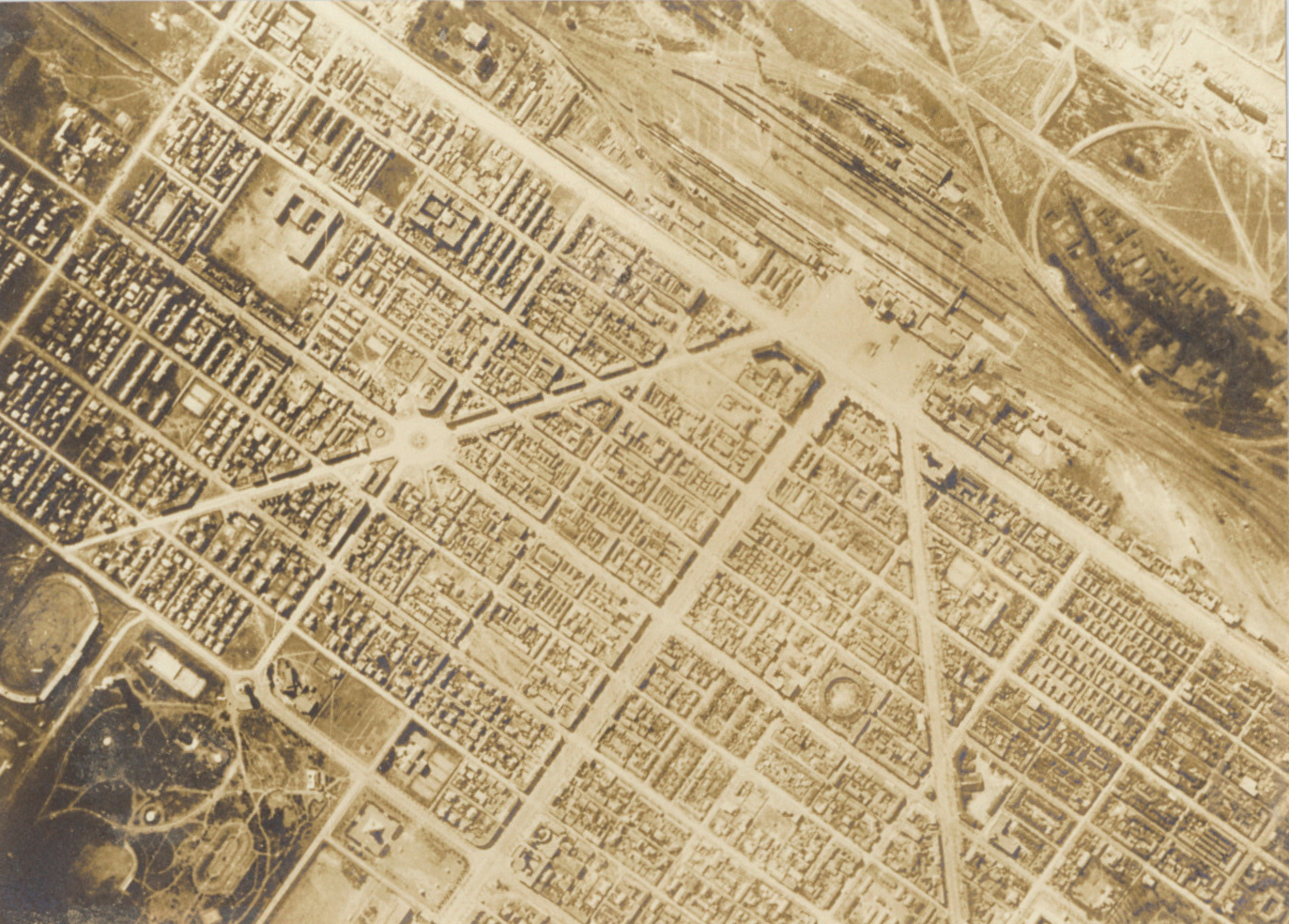
1925-1933年之间的奉天满铁附属地，航拍，图片上方为西

中华路是中国辽宁省沈阳市主要干道之一，位于和平区中部。中山路西起胜利大街（站前广场），东至和平北大街与和平南大街衔接处，长1430米，宽37米，中部与太原街、南京街交叉。
中华路是繁华的商业街，也是太原北街与太原南街、南京北街与南京南街等多条带有“南、北”方位名称街路的分界线。中华路靠近沈阳站一端有大量满铁附属地时代的日本建筑存留，立面样式保存基本完好。:260

## 历史

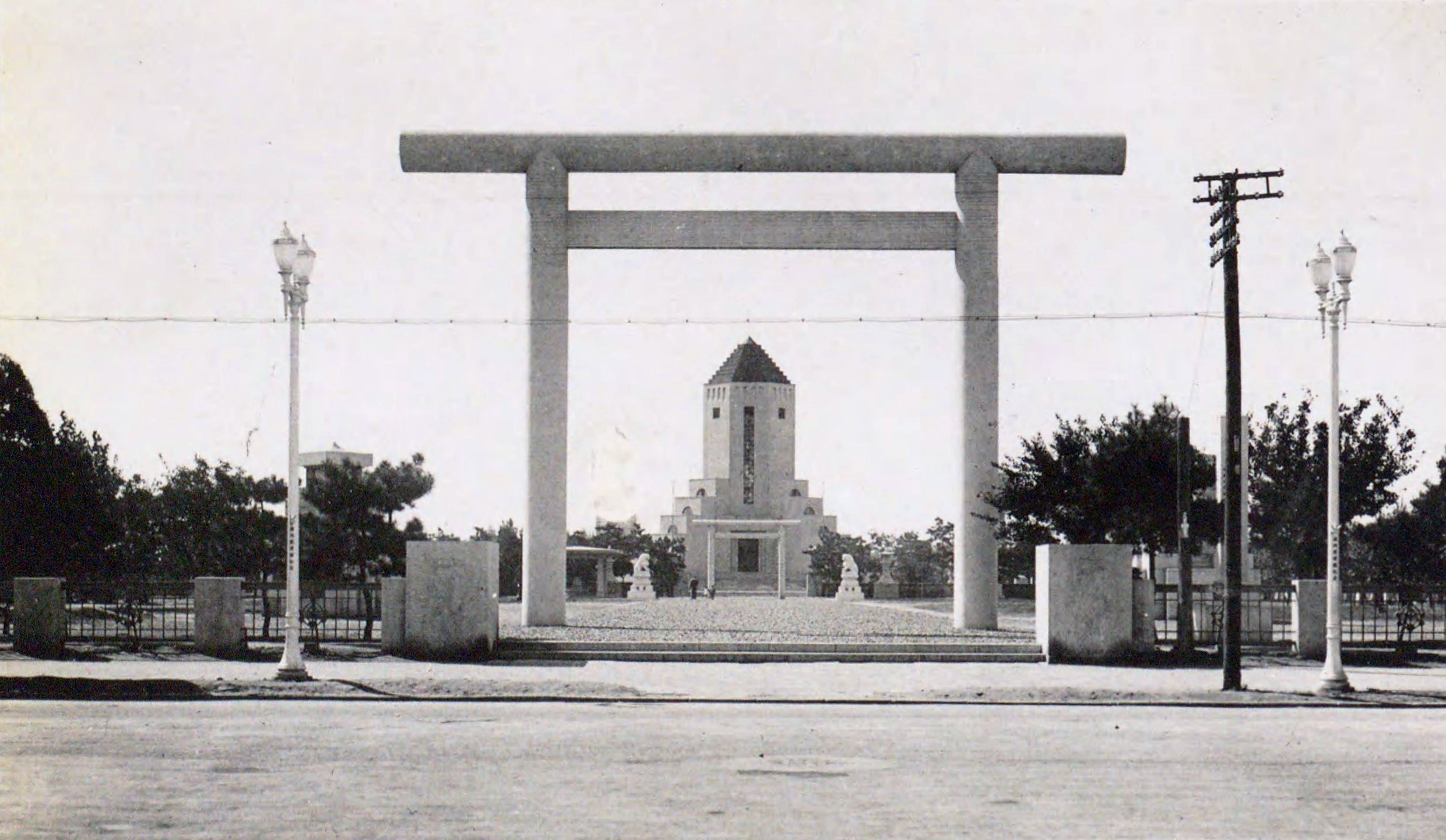
奉天忠灵塔

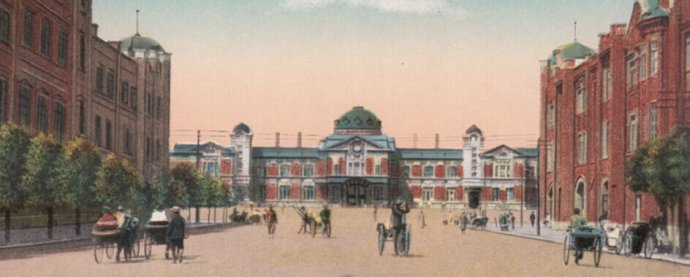
奉天驿

1905年10月21日，日本在今联营公司、中华剧场处建“忠魂碑”，纪念日俄战争阵亡者。1907年，日本从俄国手中接管南满铁路后，1909年在距沙俄“谋克敦”车站以南2里处修建新的奉天驿（沈阳站），与“忠魂碑”在东西一条直线上，并在站前开辟奉天满铁附属地，中华路是以“奉天驿”为中心点的三条放射状街道之一，开辟于1910年，最初命名为沈阳大街，东西方向，与铁道大街（若松町、胜利大街）垂直，正对奉天驿，为石子路，连接“商埠地”正界的南界“十一纬路”，交接处形成“马路湾”，再连通大西关，成为沟通奉天附属地、商埠地和古城区的主要东西干线。1919年1月1日，沈阳大街改名为千代田通。1924-1925年，忠魂碑旁又建成奉天忠灵塔（1944年12月21日为美机炸毁）。1927年，为方便日本人前往“忠魂碑”、“忠灵塔”祭祀，千代田通的路面由块石改为沥青。1942年马路中央铺设电车轨道（1974年拆除）。1946年5月，千代田通改名中华大街。1966年“文革”期间，中华路曾改为“东风大路”。

## 历史建筑
- 满铁铁道奉天事务所，中华路3号，沈阳市文物保护单位（4-44）
- 国际运输会社
- 几久屋百货店
- 原田商事
- 志诚银行，中华路118号，沈阳市文物保护单位（3-60），现中国工商银行南站支行
- 滿洲中央銀行
- 奉天忠灵塔，建于1924-1925年，1944年12月21日为美机炸毁，今中华剧场处